# The Infinite Wonders of Creation
The Infinite Wonders of Creation è il terzo album solista del chitarrista italiano Luca Turilli, fondatore ed ex chitarrista dei Rhapsody of Fire. È stato pubblicato nel 2006.

## Tracce
1. Secrets of Forgotten Ages – 3:32
2. Mother Nature – 4:39
3. Angels of the Winter Dawn – 4:16
4. Altitudes – 4:37
5. The Miracle of Life – 4:24
6. Silver Moon – 5:37
7. Cosmic Revelation – 4:48
8. Pyramids and Stargates – 6:07
9. Mystic and Divine – 4:21
10. The Infinite Wonders of Creation – 8:39

## Formazione
- Luca Turilli - chitarra, tastiere
- Olaf Hayer - voce
- Bridget Fogle - voce
- Sascha Paeth - basso
- Robert Hunecke Rizzo - batteria